# 레몬그래스 (종)
레몬그래스(영어: lemongrass 레먼그래스[*]; 학명: Cymbopogon citratus 킴보포곤 키트라투스[*])는 벼과의 여러해살이풀이다.

## 특징
높이는 1~1.5미터이다. 잎은 드문드문 달리는데, 뿌리잎은 가늘고 줄기잎은 길다. 풀 전체에서 레몬 향기가 난다.

## 분포
원산지는 밝혀지지 않았으며, 아르헨티나와 칠레의 귀화식물이다.
동아시아(중국·타이완), 지중해(키프로스), 북아프리카(모로코·알제리·이집트), 남아메리카(베네수엘라·볼리비아·브라질·에콰도르·콜롬비아·페루), 중앙아메리카(과테말라·니카라과·벨리즈·엘살바도르·코스타리카·파나마) 및 카리브(버진아일랜드(미)·아이티·자메이카·쿠바·푸에르토리코)에서 재배된다.

## 재배
기름을 채취하기 위하여 습지에서 재배한다.